# Ludwig M. Eichinger
Ludwig Maximilian Eichinger (* 21. Mai 1950 in Arnstorf) ist ein deutscher Sprachwissenschaftler. Er war bis 2018 Direktor des Instituts für Deutsche Sprache (IDS) in Mannheim und Lehrstuhlinhaber für Germanistische Linguistik an der Universität Mannheim.

## Leben
Nach seinem Abitur 1969 am Gymnasium Leopoldinum in Passau studierte Eichinger von 1969 bis 1974 Germanistik und Latinistik  an der Universität Regensburg und von 1974 bis 1975 General Linguistics am University College London. Er promovierte 1980 bei Robert Hinderling an der Universität Bayreuth mit der Arbeit Syntaktische Transposition und semantische Derivation. Die Adjektive auf -isch im heutigen Deutsch. 1986 habilitierte er sich dort mit der Schrift Raum und Zeit im Verbwortschatz des Deutschen. Eine valenzgrammatische Studie. 1990 wurde er Professor für Deutsche Sprachwissenschaft an der Universität Passau und war seit 1997 Lehrstuhlinhaber für „Deutsche Philologie“ an der Christian-Albrechts-Universität zu Kiel, ehe er nach Mannheim wechselte.
Eichinger hat einen Sitz im Rat für deutsche Rechtschreibung. Er ist Mitglied der Akademie der Wissenschaften und der Literatur Mainz sowie seit 2006 korrespondierendes Mitglied der Österreichischen Akademie der Wissenschaften. 2010 war er Direktoriumsmitglied bei der Gründung des Europäischen Zentrums für Sprachwissenschaften.
2014 wurde Eichinger mit dem Bundesverdienstkreuz am Bande ausgezeichnet, 2018 erhielt er zudem die Staufermedaille in Gold.

## Forschungsschwerpunkte
Ludwig Eichinger befasst sich im Rahmen seiner linguistischen Forschung insbesondere mit der Geschichte der Sprachwissenschaft, der Syntax und Wortbildung des Deutschen sowie der Stilistik und Textlinguistik.

## Veröffentlichungen (Auswahl)
- Syntaktische Transposition und semantische Derivation. Die Adjektive auf -isch im heutigen Deutsch (= Linguistische Arbeiten. Band 113). Niemeyer, Tübingen 1982, ISBN 3-484-30113-9 (Zugl.: Bayreuth, Univ., Diss., 1979).
- Raum und Zeit im Verbwortschatz des Deutschen. Eine valenzgrammatische Studie (= Linguistische Arbeiten. Band 224). Niemeyer, Tübingen 1989, ISBN 3-484-30224-0 (Zugl.: Bayreuth, Univ., Habil.-Schr., 1985/86 u. München, Univ., Habil.-Schr., 1987/88).
- Gottfried Wilhelm Leibniz und das Chinesische. Oder: Auf der Suche nach der Universalsprache. In: Deutsche Sprache, Jahrgang 44, Heft 4, S. 343–356.
- Vilmos Ágel, Ludwig M. Eichinger, Hans-Werner Eroms, Peter Hellwig, Hans Jürgen Heringer, Henning Lobin: Dependenz und Valenz / Dependency and Valency. 2 Bde. Berlin/New York 2003